# Сектор за ванредне ситуације (Србија)
Сектор за ванредне ситуације (скраћено СВС) је служба у саставу Министарства унутрашњих послова Републике Србије која поред ватрогасаца-спасилаца у свом саставу има и Управе које се баве превентивном заштитом, управљањем ризицима и цивилном заштитом. Сектор за ванредне ситуације настоји побољшању организације, јачању људских капацитета и снабдевање опремом у циљу подизања безбедности и смањања броја жртава и материјалне штете.
Сектор за ванредне ситуације обавља послове нормативне, управне, организационо-техничке, превентивне, превентивно-техничке, образовне, информативно-васпитне и друге природе за организовње, планирање, спровођење, контролу мера заштите животне средине, здравља и материјалних добара грађана, очување услова неопходних за живот и припремање за превладавање ситуације у условима пожара, елементарних непогода техничких и технолошких несрећа, дејства опасних материја и других стања, опасности већих размера које могу да угрозе здравље и животе људи и животну средину или да проузрокују штету већег обима и пружање помоћи код отклањања последица (смањивање и санацију) проузрокованих у ванредним ситуацијама, а посебно: израде и предлагање закона, норматива и препорука који испуњавају захтеве у области заштите и спасавања у ванредним ситуацијама у циљу потпуног правног уређивања за обављање послова; успостављање институционалних, организационих и персоналних услова за спровођење заштите и спасавања у ванредним ситуацијама; преузимање превентивних мера ради спречавања избијања пожара и ублажавања последица елементарних непогода, техничко-технолошких несрећа и сл. као и превенција у циљу спречавања угрожавања здравља грађана услед дејства опасних материја и других стања опасности; врши стручно оспособљавање припадника организационих јединица на пословима делокруга Сектора (Управе и Одељења), и др.
Седиште Сектора за ванредне ситуације у свом саставу има:
- Одељење за опште правне послове и међународну сарадњу,
- Одељење за економску и материјално-техничку подршку опремање,
- Управу за превентивну заштиту,
- Управу за ватрогасно-спасилачке јединице
- Управу за управљање ризиком и цивилну заштиту

На локалном нивоу, Сектор има 27 организационох јединица:
- четири Управе за ванредне ситуације у Београду, Крагујевцу, Нишу и Новом Саду, и
- 23 Одељења за ванредне ситуације и то у Бору, Ваљеву, Брању, Јагодини, Кикинди, Панчеву, Сремској Митровици, Ужицу, Шапцу, Краљеву, Лесковцу, Новом Пазару, Пироту, Пожаревцу, Прокупљу, Чачку, Пријепољу, Смедереву, Суботици, Сомбору, Зајечару и Зрењанину.

Управа за превентивну заштиту у свом саставу има: Одељење за превентивну заштиту при изградњи сложених објеката, Одељење за инспекцијски надзор и Одељење за промет и транспорт експлозивних материја и контролисане робе.
Управа за ватрогасно-спасилачке јединице у свом саставу има: Одељење за ватрогасно – спасилачке јединице, Одељење за координацију рада.
Управа за управљање ризиком и цивилну заштиту у свом саставу има: Одељење за планирање и процену ризика, Одељење за координацију и управљање у ванредним ситуацијама, Одељење за јединице цивилне заштите и Одељење за неексплодирана убојна средства - НУС
Управа за ванредне ситуације у Београду у свом саставу има: Одељење за спровођење превентивних мера при изградњи објеката, Одељење за спровођење превентивних мера при коришћењу објеката, Одељење за управљање ризиком и цивилну заштиту, Одсек за управне послове, Одсек за техничку заштиту и увиђаје, Одсек за контролу промета и превоза опасних материја и Ватргасно спасилачку бригаду.
Управе за ванредне ситуације у Новом Саду, Крагујевцу и Нишу у свом саставу имају Одељење за превентивну заштиту, Одељење за управљање ризиком и цивилну заштиту и ватрогасно-спасилачку бригаду.

## Службени називи
| Чинови ватрогасаца-спасилаца МУП-а Републике Србије | Чинови ватрогасаца-спасилаца МУП-а Републике Србије |
| --------------------------------------------------- | --------------------------------------------------- |
| Чинови службеника                                   | Изглед еполете                                      |
| Специјалистичке и мастер струковне студије          |                                                     |
| пуковник ватрогасац                                 |                                                     |
| потпуковник ватрогасац                              |                                                     |
| мајор ватрогасац                                    |                                                     |
| капетан ватрогасац                                  |                                                     |
| поручник ватрогасац                                 |                                                     |
| потпоручник ватрогасац                              |                                                     |
| Основне струковне студије                           |                                                     |
| заставник 1. класе ватрогасац                       |                                                     |
| заставник ватрогасац                                |                                                     |
| млађи заставник ватрогасац                          |                                                     |
| Средње образовање                                   |                                                     |
| водник 1. класе ватрогасац                          |                                                     |
| водник ватрогасац                                   |                                                     |
| млађи водник ватрогасац                             |                                                     |

## Видите још
- Ватрогаство
- Ватрогасац
- Розета
- Ширит
- Петокрака звезда
- Еполета
- Чинови Војске Србије
- Чинови Полиције Србије
- Звања царинских службеника Управе царина
- Чинови затворских чувара Србије
- Чинови ватрогасаца-спасилаца ВСС